# Grand Prix-wegrace van Spanje 1985
De Grand Prix-wegrace van Spanje 1985 was de tweede race van het wereldkampioenschap wegrace voor motorfietsen in het seizoen 1985. De races werden verreden op 5 mei 1985 op het Circuito Permanente del Jarama nabij Madrid. De 80cc-klasse en de 125cc-klasse reden hier hun openingsrace.

## Algemeen
De Spaanse organisatie had de zaken niet altijd goed in de hand. Het rennerskwartier was bevolkt met duizenden mensen die daar niets te zoeken hadden en tijdens de races stak het publiek zelfs strobalen in brand. Ook waren er veel valpartijen. Al tijdens de trainingen vielen ongeveer vijftig rijders en dat gebeurde ook in de warm-up training en de races. Opmerkelijk was dat de volgorde van de races was gewijzigd: de 250cc-race was in het programma verplaatst naar het einde van de dag. Dat was een voordeel voor Freddie Spencer, die in twee klassen uitkwam en nu fit aan de 500cc-race kon beginnen. 

## 500cc-klasse
Voorafgaand aan de Spaanse Grand Prix rommelde het nogal bij Honda Racing Corporation. Men begon opnieuw te twijfelen aan de viercilinder Honda NSR 500 nadat Freddie Spencer tijdens de GP van Zuid-Afrika verslagen was door Eddie Lawson. Honda lastte extra trainingen in op het Automotodrom Grobnik en daar presteerde de NSR 500 ook beneden de maat. Men overwoog dan ook het seizoen voort te zetten met de driecilinder Honda NS 500, waarmee alle andere Honda-fabrieksrijders reden. Dat schoot echter in het verkeerde keelgat bij Soichiro Honda, die met de mislukte Honda NR 500 al miljoenen dollars verloren had zien gaan. 

### De Training
Tijdens de training greep Freddie Spencer inderdaad enkele malen terug naar de Honda NS 500, maar zijn snelste tijd zette hij met de NSR 500. Die was echter 0,03 seconde langzamer dan die van Eddie Lawson. Opmerkelijk was de goede klassering van Rob McElnea, maar ook het slechte presteren van de Yamaha-fabriekscoureurs Christian Sarron en Raymond Roche, ruim 2 seconden langzamer dan stalgenoot Lawson. 

#### Trainingstijden
| Pos | Coureur           | Merk                      | Tijd    |
| --- | ----------------- | ------------------------- | ------- |
| 1.  | Eddie Lawson      | Marlboro-Yamaha           | 1"28'60 |
| 2.  | Freddie Spencer   | Rothmans-HRC-Honda        | 1"28'63 |
| 3.  | Wayne Gardner     | Rothmans-HRC-Honda-UK     | 1"28'70 |
| 4.  | Rob McElnea       | Skoal Bandit-Heron-Suzuki | 1"30'13 |
| 5.  | Ron Haslam        | Rothmans-HRC-Honda-UK     | 1"30'17 |
| 6.  | Randy Mamola      | Rothmans-HRC-Honda        | 1"30'39 |
| 7.  | Takazumi Katayama | Bakker-Rothmans-HRC-Honda | 1"30'61 |
| 8.  | Raymond Roche     | Marlboro-Yamaha           | 1"30'70 |
| 9.  | Christian Sarron  | Gauloises-Sonauto-Yamaha  | 1"30'85 |
| 10. | Sito Pons         | HB-Gallina-Suzuki         | 1"31'09 |

### De race
Tijdens de opwarmronde voor de 500cc-klasse barstte er een hoosbui los, waardoor de start een half uur werd opgeschoven. Voor de coureurs begon een zenuwenoorlog waar het de bandenkeuze betrof. Toen men uiteindelijk voor een nieuwe opwarmronde vertrok, trok Franco Uncini zijn machine onderuit op de plastic reclameslogans die bij de startlijn dwars over de baan waren geplakt. Er werd driftig gedweild en gedroogd, maar voor Uncini was de race voorbij. "Rocket" Ron Haslam produceerde weer een van zijn bliksemstarts en nam zelfs een behoorlijke voorsprong op Didier de Radiguès, Mike Baldwin en Wayne Gardner. Freddie Spencer en Eddie Lawson hadden beiden een matige start, maar reden na enkele ronden ook voorin mee. Spencer passeerde Haslam, die zo schrok dat hij zich verremde en de grindbak in reed. Na tien ronden reed Lawson ongeveer 4 seconden achter Spencer, maar door een versleten voorband verloor hij steeds meer terrein. Nadat Takazumi Katayama gevallen was nam Christian Sarron de derde plaats over. Hij werd wel nog even bedreigd door Wayne Gardner, die na een botsing met De Radiguès gevallen was maar een goede inhaalrace gereden had. 

#### Uitslag 500cc-klasse
| Pos | Coureur             | Merk                     | Ronden | Tijd      | Grid | Punten |
| --- | ------------------- | ------------------------ | ------ | --------- | ---- | ------ |
| 1   | Freddie Spencer     | Rothmans-HRC-Honda       | 37     | 56"04'78  | 2    | 15     |
| 2   | Eddie Lawson        | Marlboro-Yamaha          | 37     | +13'31    | 1    | 12     |
| 3   | Christian Sarron    | Gauloises-Sonauto-Yamaha | 37     | +28'58    | 9    | 10     |
| 4   | Wayne Gardner       | Rothmans-HRC-Honda-UK    | 37     | +29'58    | 3    | 8      |
| 5   | Raymond Roche       | Marlboro-Yamaha          | 37     | +1"11'95  | 8    | 6      |
| 6   | Didier de Radiguès  | ELF-Chevallier-HRC-Honda | 37     | +1"16'98  | 15   | 5      |
| 7   | Mike Baldwin        | Honda                    | 37     | +1"18'42  | 12   | 4      |
| 8   | Ron Haslam          | Rothmans-HRC-Honda-UK    | 36     | +1 ronde  | 5    | 3      |
| 9   | Sito Pons           | HB-Gallina-Suzuki        | 36     | +1 ronde  | 10   | 2      |
| 10  | Fabio Biliotti      | Honda                    | 36     | +1 ronde  | 16   | 1      |
| 11  | Henk van der Mark   | SNRT-Honda               | 36     | +1 ronde  | 22   |        |
| 12  | Klaus Klein         | Suzuki                   | 36     | +1 ronde  | 28   |        |
| 13  | Wolfgang von Muralt | Bakker-Suzuki            | 36     | +1 ronde  | 19   |        |
| 14  | Louis-Luc Maisto    | Honda                    | 36     | +1 ronde  | 30   |        |
| 15  | Eero Hyvärinen      | Honda                    | 35     | +2 ronden | 26   |        |
| 16  | Andreas Pérez       | Suzuki                   | 35     | +2 ronden | 31   |        |
| 17  | Simon Buckmaster    | Suzuki                   | 35     | +2 ronden | 29   |        |
| 18  | Carlos Morante      | Suzuki                   | 35     | +2 ronden | 33   |        |

#### Niet gefinisht
| Coureur            | Merk                      | Ronden | Oorzaak         | Grid |
| ------------------ | ------------------------- | ------ | --------------- | ---- |
| Mile Pajic         | SNRT-Honda                | 30     |                 | 37   |
| Christian le Liard | ELF-Chevallier-Honda      | 23     |                 | 17   |
| Alessandro Valesi  | Honda                     | 20     | Val             | 23   |
| Peter Sköld        | Honda                     | 17     |                 | 24   |
| Rob McElnea        | Skoal Bandit-Heron-Suzuki | 16     | Val             | 4    |
| Dave Petersen      | Honda                     | 12     | Val             | 13   |
| Boet van Dulmen    | Bakker-Honda              | 10     | Versnellingsbak | 20   |
| Takazumi Katayama  | Bakker-Rothmans-HRC-Honda | 10     | Val             | 7    |
| Neil Robinson      | Suzuki                    | 6      |                 | 18   |
| Randy Mamola       | Rothmans-HRC-Honda        | 4      | Val             | 6    |
| Dietmar Mayer      | Honda                     | 3      |                 | 34   |
| Armando Ericco     | Honda                     | 2      |                 | 35   |
| Peter Lindén       | Honda                     | 1      |                 | 25   |
| Antonio Boronat    | Suzuki                    | 1      |                 | 36   |

#### Niet gestart
| Coureur         | Merk              | Grid | Reden              |
| --------------- | ----------------- | ---- | ------------------ |
| Gustav Reiner   | Bakker-Honda      |      | Blessure           |
| Thierry Espié   | Chevallier-Honda  | 11   | Blessure           |
| Franco Uncini   | HB-Gallina-Suzuki | 14   | Val in opwarmronde |
| Massimo Messere | Honda             | 21   |                    |
| Keith Huewen    | Honda             | 27   |                    |

#### Niet gekwalificeerd
| Coureur        | Merk   |
| -------------- | ------ |
| Marco Greco    | Honda  |
| Gary Lingham   | Suzuki |
| Andreas Leuthe | Suzuki |

### Top tien tussenstand 500cc-klasse
| Pos. | Coureur            | Merk                     | Ptn. |
| ---- | ------------------ | ------------------------ | ---- |
| 1    | Freddie Spencer    | Rothmans-HRC-Honda       | 27   |
| 1    | Eddie Lawson       | Marlboro-Yamaha          | 27   |
| 3    | Wayne Gardner      | Rothmans-HRC-Honda-UK    | 18   |
| 4    | Christian Sarron   | Gauloises-Sonauto-Yamaha | 15   |
| 5    | Ron Haslam         | Rothmans-HRC-Honda-UK    | 11   |
| 6    | Didier de Radiguès | ELF-Chevallier-HRC-Honda | 9    |
| 7    | Randy Mamola       | Rothmans-HRC-Honda       | 6    |
| 7    | Mike Baldwin       | Honda                    | 6    |
| 7    | Raymond Roche      | Marlboro-Yamaha          | 6    |
| 10   | Sito Pons          | HB-Gallina-Suzuki        | 5    |

## 250cc-klasse

### De Training
Manfred Herweh had het seizoen 1984 sterk afgesloten en de verwachtingen waren dan ook hooggespannen, maar bij een val in de derde training brak hij twee middenhandsbeentjes en een pols. Freddie Spencer trainde meer dan een seconde sneller dan de concurrentie en de verschillen waren zeer groot: Niall Mackenzie stond op de tiende startplaats maar was 2½ seconde langzamer dan Spencer. Bij de top tien stonden zeven verschillende typen motorfietsen. 

#### Trainingstijden
| Pos | Coureur              | Merk                        | Tijd    |
| --- | -------------------- | --------------------------- | ------- |
| 1.  | Freddie Spencer      | Rothmans-HRC-Honda          | 1"30'62 |
| 2.  | Martin Wimmer        | Mitsui-Yamaha               | 1"31'65 |
| 3.  | Carlos Lavado        | Venemotos-Yamaha            | 1"31'76 |
| 4.  | Carlos Cardús        | JJ Cobas-Rotax              | 1"32'37 |
| 5.  | Reinhold Roth        | Juchem-Yamaha               | 1"32'50 |
| 6.  | Toni Mang            | Marlboro-HRC-Honda          | 1"32'51 |
| 7.  | Jean-Michel Mattioli | Yamaha                      | 1"32'66 |
| 8.  | August Auinger       | Bartol                      | 1"32'85 |
| 9.  | Jean-François Baldé  | Pernod                      | 1"32'98 |
| 10. | Niall Mackenzie      | Silverstone-Armstrong-Rotax | 1"33'03 |

### De race
Vanaf het podium na de 500cc-race stapte Freddie Spencer meteen op zijn Honda RS 250 R-W voor de 250cc-race. Hij nam meteen een ruime voorsprong waardoor Alan Carter, Carlos Lavado, Martin Wimmer, Toni Mang en Fausto Ricci om de tweede plaats vochten. In de twintigste ronde sloeg er echter een gat in de uitlaat van Spencer's machine en hij verloor zoveel vermogen dat hij naar de negende plaats terugviel. Daardoor kon Lavado gemakkelijk naar de overwinning rijden. Wimmer had hem misschien nog kunnen bedreigen, maar werd gehinderd door olie uit de voorvork die zijn vizier vervuilde. 

#### Uitslag 250cc-klasse
| Pos | Coureur                | Merk               | Tijd      | Grid | Punten |
| --- | ---------------------- | ------------------ | --------- | ---- | ------ |
| 1   | Carlos Lavado          | Venemotos-Yamaha   | 48"09'59  | 3    | 15     |
| 2   | Martin Wimmer          | Mitsui-Yamaha      | +3'81     | 2    | 12     |
| 3   | Toni Mang              | Marlboro-HRC-Honda | +15'36    | 6    | 10     |
| 4   | Alan Carter            | HRC-Honda          | +25'98    | 14   | 8      |
| 5   | Reinhold Roth          | Juchem-Yamaha      | +30'26    | 5    | 6      |
| 6   | Maurizio Vitali        | Garelli            | +30'53    | 15   | 5      |
| 7   | Luis Miguel Reyes      | JJ Cobas-Rotax     | +31'02    | 13   | 4      |
| 8   | August Auinger         | Bartol             | +39'39    | 8    | 3      |
| 9   | Freddie Spencer        | Rothmans-HRC-Honda | +42'99    | 1    | 2      |
| 10  | Jean-François Baldé    | Pernod             | +55'08    | 9    | 1      |
| 11  | Jacques Cornu          | Bakker-Parisienne  | +1"07'45  | 25   |        |
| 12  | Jean Foray             | Chevallier-Yamaha  | +1"07'63  | 23   |        |
| 13  | Roland Freymond        | Yamaha             | +1"11'07  | 34   |        |
| 14  | Michel Galbit          | Yamaha             | +1"20'98  | 29   |        |
| 15  | Geoff Fowler           | Yamaha             | +1"21'54  | 21   |        |
| 16  | Jean-Louis Guignabodet | MIG-Rotax          | +1 ronde  | 26   |        |
| 17  | Iván Palazzese         | Venemotos-Yamaha   | +1 ronde  | 28   |        |
| 18  | Juan Garriga           | JJ Cobas-Rotax     | +1 ronde  | 18   |        |
| 19  | Philippe Pagano        | Yamaha             | +1 ronde  | 35   |        |
| 20  | Massimo Matteoni       | Honda              | +2 ronden | 36   |        |

#### Niet gefinisht
| Coureur              | Merk                        | Oorzaak | Grid |
| -------------------- | --------------------------- | ------- | ---- |
| Stéphane Mertens     | Yamaha                      | Val     | 11   |
| Niall Mackenzie      | Silverstone-Armstrong-Rotax |         | 10   |
| Antonio García       | JJ Cobas-Rotax              |         | 19   |
| Carlos Cardús        | JJ Cobas-Rotax              |         | 4    |
| Donnie McLeod        | Silverstone-Armstrong-Rotax |         | 31   |
| Fausto Ricci         | HRC-Honda                   |         | 12   |
| Harald Eckl          | Yamaha                      |         | 24   |
| Anders Skov          | Yamaha                      |         | 38   |
| Thierry Rapicault    | Yamaha                      |         | 20   |
| Gabriel Grabia       | Yamaha                      |         | 39   |
| Jean-Michel Mattioli | Yamaha                      |         | 7    |
| Gary Noel            | EMC-Rotax                   |         | 22   |
| Rafael Fernandez     | JJ Cobas-Rotax              |         | 33   |
| Patrick Igoa         | Rothmans-Honda              |         | 16   |

#### Niet gekwalificeerd
| Coureur          | Merk    |
| ---------------- | ------- |
| Siegfried Minich | Yamaha  |
| Dominique Sarron | Honda   |
| Pierre Bolle     | Honda   |
| Ángel Nieto      | Garelli |
| Luis Lavado      | Yamaha  |

#### Niet gestart
| Coureur            | Merk              | Grid | Reden    |
| ------------------ | ----------------- | ---- | -------- |
| Manfred Herweh     | Bakker-Real-Rotax | 17   | Blessure |
| Loris Reggiani     | Aprilia-Rotax     | 27   | Blessure |
| Antonio Neto       | JJ Cobas-Rotax    | 30   |          |
| Jean-Luc Guillemet | Yamaha            | 32   | Blessure |
| Mario Rademeyer    | Yamaha            | 37   | Blessure |

### Top tien tussenstand 250cc-klasse
| Pos. | Coureur             | Merk               | Ptn. |
| ---- | ------------------- | ------------------ | ---- |
| 1    | Carlos Lavado       | Venemotos-Yamaha   | 23   |
| 2    | Toni Mang           | Marlboro-HRC-Honda | 22   |
| 3    | Martin Wimmer       | Mitsui-Yamaha      | 18   |
| 4    | Freddie Spencer     | Rothmans-HRC-Honda | 17   |
| 5    | Mario Rademeyer     | Yamaha             | 10   |
| 6    | Alan Carter         | Honda / HRC-Honda  | 8    |
| 7    | Reinhold Roth       | Juchem-Yamaha      | 6    |
| 8    | Jean-François Baldé | Pernod             | 5    |
| 8    | Carlos Cardús       | JJ Cobas-Rotax     | 5    |
| 8    | Maurizio Vitali     | Garelli            | 5    |

## 125cc-klasse

### De Training
Nadat MBA enkele jaren geen officieel fabrieksteam had gehad, reed Luca Cadalora met een fabrieks-MBA de snelste tijd. Achter hem stonden twee Garelli's in de kleuren van de Italiaanse bond FMI: die van Fausto Gresini, die al in 1984 als jongste rijder onder de hoede van Ángel Nieto was gekomen en die van Ezio Gianola, die nieuw in het team was opgenomen.

#### Trainingstijden
| Pos | Coureur            | Merk        | Tijd    |
| --- | ------------------ | ----------- | ------- |
| 1.  | Luca Cadalora      | MBA         | 1"36'07 |
| 2.  | Fausto Gresini     | FMI-Garelli | 1"36'27 |
| 3.  | Ezio Gianola       | FMI-Garelli | 1"36'55 |
| 4.  | Pier Paolo Bianchi | MBA         | 1"36'81 |
| 5.  | August Auinger     | Bartol-MBA  | 1"37'07 |
| 6.  | Domenico Brigaglia | MBA         | 1"37'23 |
| 7.  | Johnny Wickström   | MBA         | 1"38'28 |
| 8.  | Bruno Kneubühler   | LCR-MBA     | 1"38'58 |
| 9.  | Jean-Claude Selini | MBA         | 1"38'70 |
| 10. | Lucio Pietroniro   | MBA         | 1"39'77 |

### De race
De 125cc-rijders troffen elkaar in Spanje voor het eerst en zonder Eugenio Lazzarini (gestopt) en Ángel Nieto (overgestapt naar de 250cc-klasse) kregen de jonge nieuwelingen de kans zich te bewijzen. August Auinger had de snelste start, maar verslikte zich al in de eerste bocht en was uitgeschakeld. Fausto Gresini nam een kleine voorsprong op een groep met Domenico Brigaglia, Ezio Gianola, Luca Cadalora, Jean-Claude Selini en Andres Sánchez. Cadalora en Gianola raakten elkaar in de vierde ronde, waardoor Cadalora naar de pit moest en Gianola een inhaalrace moest beginnen. Gresini werd intussen bedreigd door Pier Paolo Bianchi, die na een slechte start naar voren was gekomen. Drie ronden voor het einde nam Bianchi de leiding om ze niet meer af te staan. Gresini werd tweede, Brigaglia derde en Gianola ondanks zijn tegenslag toch nog vierde. 

#### Uitslag 125cc-klasse
| Pos | Coureur                | Merk        | Tijd      | Grid | Punten |
| --- | ---------------------- | ----------- | --------- | ---- | ------ |
| 1   | Pier Paolo Bianchi     | MBA         | 45"35'45  | 4    | 15     |
| 2   | Fausto Gresini         | FMI-Garelli | +12'56    | 2    | 12     |
| 3   | Domenico Brigaglia     | MBA         | +27'68    | 6    | 10     |
| 4   | Ezio Gianola           | FMI-Garelli | +46'76    | 3    | 8      |
| 5   | Jean-Claude Selini     | MBA         | +53'84    | 9    | 6      |
| 6   | Bruno Kneubühler       | LCR-MBA     | +55'76    | 8    | 5      |
| 7   | Johnny Wickström       | MBA         | +57'28    | 7    | 4      |
| 8   | Mike Leitner           | MBA         | +1"04'86  | 16   | 3      |
| 9   | Thierry Feuz           | MBA         | +1"07'80  | 17   | 2      |
| 10  | Andres Sánchez         | MBA         | +1"15'65  | 18   | 1      |
| 11  | Giuseppe Ascareggi     | MBA         | +1"16'29  | 20   |        |
| 12  | Lucio Pietroniro       | MBA         | +1"25'09  | 10   |        |
| 13  | Willy Hupperich        | MBA         | +1"32'54  | 13   |        |
| 14  | Michel Escudier        | MBA         | +1"34'64  | 24   |        |
| 15  | Jussi Hautaniemi       | MBA         | +1"40'56  | 12   |        |
| 16  | Fernando González      | MBA         | +1 ronde  | 26   |        |
| 17  | Jakcy Hutteau          | MBA         | +1 ronde  | 19   |        |
| 18  | Robin Appleyard        | MBA         | +1 ronde  | 21   |        |
| 19  | Willy Pérez            | MBA         | +1 ronde  | 15   |        |
| 20  | Helmut Lichtenberg     | MBA         | +1 ronde  | 30   |        |
| 21  | Ian McConnachie        | Krauser     | +1 ronde  | 25   |        |
| 22  | Peter Balaz            | MBA         | +2 ronden | 29   |        |
| 23  | Thomas Møller-Pedersen | MBA         | +2 ronden | 31   |        |
| 24  | Daniel Mateos          | MBA         | +2 ronden | 35   |        |
| 25  | Ton Spek               | MBA         | +2 ronden | 32   |        |
| 26  | Ramón Pano             | Jawa        | +3 ronden | 36   |        |

#### Niet gefinisht
| Coureur          | Merk       | Oorzaak       | Grid |
| ---------------- | ---------- | ------------- | ---- |
| August Auinger   | Bartol-MBA | Val           | 5    |
| Olivier Liégeois | MBA        |               | 11   |
| Luca Cadalora    | MBA        | Opgave na val | 1    |
| Alfred Waibel    | MBA        |               | 23   |
| Norbert Peschke  | MBA        |               | 22   |
| Christoph Bürki  | MBA        |               | 34   |
| Manuel Herreros  | MBA        |               | 14   |
| Ángel del Pozo   | RB         |               | 33   |
| Adolf Stadler    | MBA        |               | 28   |

#### Niet gestart
| Coureur       | Merk | Oorzaak | Grid |
| ------------- | ---- | ------- | ---- |
| Anton Straver | MBA  | Schade  | 27   |

### Top tien tussenstand 125cc-klasse
Conform wedstrijduitslag

## 80cc-klasse

### De Training
In de eerste training van de 80cc-klasse heerste Stefan Dörflinger met zijn tot Krauser omgedoopte Zündapp zoals altijd. Nadat Mike Krauser de raceafdeling van het failliete Zündapp had opgekocht had men de machine nog 5 kg lichter weten te maken. Toch was de afstand tot Jorge Martínez niet groot, slechts 0,1 seconde. De rest van het veld moest meer tijd toegeven en tiende man Henk van Kessel was ruim 8 seconden langzamer. 

#### Trainingstijden
| Pos | Coureur           | Merk       | Tijd    |
| --- | ----------------- | ---------- | ------- |
| 1.  | Stefan Dörflinger | Krauser    | 1"39'19 |
| 2.  | Jorge Martínez    | Derbi      | 1"39'29 |
| 3.  | Hans Spaan        | HuVo-Casal | 1"40'32 |
| 4.  | Manuel Herreros   | Derbi      | 1"42'57 |
| 5.  | Theo Timmer       | HuVo-Casal | 1"43'39 |
| 6.  | Gerd Kafka        | Seel       | 1"44'33 |
| 7.  | Gerhard Waibel    | Real-Seel  | 1"45'34 |
| 8.  | Juan Ramón Bolart | Autisa     | 1"45'70 |
| 9.  | Paul Rimmelzwaan  | Harmsen    | 1"46'44 |
| 10. | Henk van Kessel   | HuVo-Casal | 1"47'21 |

### De race
De seizoensopening van de 80cc-klasse begon met een kleine kopgroep die bestond uit Jorge Martínez, Stefan Dörflinger en Hans Spaan. Zij leverden mooie gevechten, maar het tempo lag niet hoog zodat Manuel Herreros in de zevende ronde aansluiting kon vinden. Toen tegen het eind van de race de achterblijvers gepasseerd moesten worden splitste de kopgroep zich: Martínez schudde Dörflinger af en won, terwijl Spaan in gevecht was met Herreros om de derde plaats. Die strijd eindigde toen Spaan in de laatste ronde viel. 

#### Uitslag 80cc-klasse
| Pos | Coureur            | Merk         | Tijd      | Grid | Punten |
| --- | ------------------ | ------------ | --------- | ---- | ------ |
| 1   | Jorge Martínez     | Derbi        | 37"55'93  | 2    | 15     |
| 2   | Stefan Dörflinger  | Krauser      | +4'90     | 1    | 12     |
| 3   | Manuel Herreros    | Derbi        | +13'02    | 4    | 10     |
| 4   | Gerd Kafka         | Seel         | +52'64    | 6    | 8      |
| 5   | Theo Timmer        | HuVo-Casal   | +1"05'70  | 5    | 6      |
| 6   | Gerhard Waibel     | Real-Seel    | +1"14'62  | 7    | 5      |
| 7   | Paul Rimmelzwaan   | Harmsen      | +1"38'96  | 9    | 4      |
| 8   | Richard Bay        | Rupp-Maico   | +1 ronde  | 18   | 3      |
| 9   | Jean-Marc Velay    | GMV-Casal    | +1 ronde  | 17   | 2      |
| 10  | Bernd Rossbach     | HuVo-Casal   | +1 ronde  | 25   | 1      |
| 11  | Salvatore Milano   | Casal        | +1 ronde  | 19   |        |
| 12  | Michael Gschwander | Casal        | +1 ronde  | 20   |        |
| 13  | Bertus Grinwis     | Bultaco      | +2 ronden | 26   |        |
| 14  | Serge Julin        | Bakker-Casal | +2 ronden | 29   |        |
| 15  | Reiner Koster      | LCR-Casal    | +2 ronden | 24   |        |
| 16  | Thomas Engl        | ESCN         | +2 ronden | 31   |        |
| 17  | Chris Baert        | Eberhardt    | +2 ronden | 32   |        |
| 18  | Domingo Gil Bianco | Autisa       | +2 ronden | 33   |        |

#### Niet gefinisht
| Coureur             | Merk       | Oorzaak     | Grid |
| ------------------- | ---------- | ----------- | ---- |
| Hans Spaan          | HuVo-Casal | Val         | 3    |
| Reinhard Koberstein | Seel       |             | 14   |
| Günter Maussner     | Casal      |             | 34   |
| Steve Mason         | MBA        |             | 30   |
| Ian McConnachie     | HuVo-Casal |             | 13   |
| Jaimie Lodge        | Krauser    |             | 11   |
| Henk van Kessel     | HuVo-Casal | Koppeling   | 10   |
| Joaquin Gali        | Derbi      |             | 27   |
| René Dünki          | Zündapp    |             | 21   |
| Hans Koopman        | Ziegler    | Krukaslager | 12   |
| Günter Schirnhofer  | Krauser    |             | 16   |
| Ramon Gali          | Bultaco    |             | 15   |

#### Niet gestart
| Coureur           | Merk     | Grid |
| ----------------- | -------- | ---- |
| Juan Ramón Bolart | Autisa   | 8    |
| Julián Miralles   | Derbi    | 22   |
| José Saez         | Casal    | 23   |
| Herri Torrontegui | JJ Cobas | 28   |

### Top tien tussenstand 80cc-klasse
Conform wedstrijduitslag

## Trivia

### Cagiva
Men wachtte eigenlijk al jaren tot Cagiva eindelijk klaar zou zijn met de ontwikkeling van haar 500cc-racer. Men had nu - net als in 1984 - Marco Luccinelli als rijder en ook Virginio Ferrari was in het team opgenomen, maar Cagiva verscheen niet in Spanje. Men hoopte op een eerste optreden tijdens de Grand Prix van Duitsland. 
1950 · 1951 · 1952 · 1953 · 1954 · 1955 · 1957 · 1958 · 1959 · 1960 · 1961 · 1962 · 1963 · 1964 · 1965 · 1966 · 1967 · 1968 · 1969 · 1970 · 1971 · 1972 · 1973 · 1974 · 1975 · 1976 · 1977 · 1978 · 1979 · 1980 · 1981 · 1982 · 1983 · 1984 · 1985 · 1986 · 1987 · 1988 · 1989 · 1990 · 1991 · 1992 · 1993 · 1994 · 1995 · 1996 · 1997 · 1998 · 1999 · 2000 · 2001 · 2002 · 2003 · 2004 · 2005 · 2006 · 2007 · 2008 · 2009 · 2010 · 2011 · 2012 · 2013 · 2014 · 2015 · 2016 · 2017 · 2018 · 2019 · 2020 · 2021 · 2022 · 2023 · 2024 · 2025